# Édouard Lacroix
Pour l’article homonyme, voir Lacroix.
Édouard Lacroix (6 janvier 1889 - 19 janvier 1963) est un industriel, marchand et homme politique fédéral et provincial du Québec.

## Biographie
Édouard Lacroix est né à Sainte-Marie-de-Beauce dans la région de Chaudière-Appalaches (Québec, Canada), et fait carrière dans l'exploitation forestière.

### L'entrepreneur forestier exceptionnel

#### Origines
Édouard Lacroix est un canadien français né dans une famille de 13 enfants, dont le père est meunier. Dès l'âge de 14 ans (en 1903), il commence à travailler comme bagagiste pour le chemin de fer «Quebec Central Railway». En 1904, il obtient un emploi au chemin de fer «Maine Central Railroad» pour perfectionner son anglais. En 1906, il s’installe à Manchester aux USA et travaille 12 heures par jour, 6 jours par semaine dans une filature de cotton, mais quitte l'usine dès l’automne. Pendant les 6 mois suivant, Lacroix, un colosse de 6 pieds (très grand pour l'époque), travaille comme bûcheron dans les forêts du Maine. En 1907, de retour en Beauce, il découvre l'importance du télégraphe utilisé dans les gares pour les communications commerciales. Doté d'un sens aigu des affaires et d'une excellente mémoire, Lacroix apprend le morse qu'il peut décoder au son et devient télégraphiste à la gare de St-Georges en 1908 ce qui lui permet de prendre connaissance des échanges commerciaux de la région et des principaux intervenants. Conscient des lacunes de son instruction, il se fait remplacer par un ami compétent, et s'inscrit, en 1909, au «St-Francis Xavier College» d'Antigonish, en Nouvelle-Écosse pour une formation de 6 mois afin de perfectionner sa connaissance de l’anglais, apprendre la tenue de livres, la sténographie et la dactylographie. Il reprend son poste de télégraphiste en 1910 et fait la connaissance de Charles Howard, de la B. C. Howard Lumber de Sherbrooke qui vient de recevoir de mauvaises nouvelles par télégramme; Lacroix lui explique comment s'y prendre avec les agriculteurs (fournisseurs de bois) de la région et Howard, impressionné, lui offre de travailler pour lui. Lacroix fonde la Maison Edouard Lacroix Ltée en 1911 et achète six cent vingt cordes de bois de pulpe aux agriculteurs de la région, qu'il vend à Howard. La même année, il marie Anna Poulin. En 1913, il se laisse entraîner dans une aventure de colonisation à Cochrane en Ontario où il construit un moulin à scie qu'un feu de forêt détruit en 1914; ruiné, il revient en Beauce.

#### Bâtisseur d'empire
En 1918, Lacroix achète un moulin à scie appartenant à Charles Howard, situé à Sainte-Lucie, à 50 kilomètres de St-Georges. En 1919, il achète également celui de Daaquam (qui brûlera trois ans plus tard), devient un entrepreneur forestier et crée la Société Commerciale Edouard Lacroix et Frères Limitée (magasin général et fournitures pour ses camps de bûcheron).
En 1921, il achète les droits d’exportation de John Breakey et signe avec la Great Northern, un contrat de 10 000 cordes de bois par année pendant 4 ans. Le bois coupé au cours de l’hiver, est stocké sur le lac Portage gelé (au Canada) qu’il surélève de 12 pieds en construisant un barrage. Au printemps, il construit un couloir de 2,5 m de large sur 1,8 km pour transferrer le bois dans le lac Penobscot (Maine) d'où il pourra être flotté jusqu'au moulin à papier de la Great Northern. Le bois flotté est libre de droits de douane et les profits réalisés permettent à Lacroix d'acquérir les possessions de l'Allagash Improvement Company (USA) avec ses droits de coupe dans le bassin nord de la rivière Allagash. Cet exploit démontre son extraordinaire capacité à trouver des solutions originales, à planifier à long terme,  à gérer plusieurs grands chantiers simultanément et lance sa carrière d'industriel.
En 1922, Lacroix crée la Madawaska Company (Madawaska est le nom de cette région forestière ainsi que le nom du village qui deviendra la ville d' Edmundston, Nouveau-Brunswick). 
En 1924, Lacroix achète un ranch à Grande-Prairie, en Alberta pour fournir les chevaux requis pour ses chantiers de coupe de bois (jusqu'à 800 par année; le ranch est vendu en 1931). 
En 1925 (le 5 février), Lacroix achète une importante usine de sciage en faillite (la St-John Lumber Co de Keegan, village située à Van Buren dans le Maine le long du fleuve St-Jean) et la rénove.
En 1925, Lacroix propose à la Great Northern, l'exploitation des forêts du bassin de la rivière Allagash au nord du Maine alors que la rivière coule vers le fleuve St-Jean au Canada plutôt que vers le sud où se trouve l'usine de la papetière. En 1926, il construit une route de 50 milles, de Lac-Frontière (desservie par le chemin de fer Quebec Central) jusqu'au lac Churchill au Maine, pour accéder à ses chantiers et transporter le bois (chargés sur des traineaux tirés par des semi-chenillés Lombard en hiver) jusqu'à la zone de partage des eaux et construit un chemin de fer pour la traverser. Pour construire la route et la voie ferrée, Lacroix achète une flotte de 21 camions de marque Reo, une pelle mécanique à vapeur ainsi que le pont d'acier (de St-Georges, Québec),  qui est démantelé et reconstruit à «Nine-Miles Bridge» (Maine) pour traverser le fleuve St-Jean. Il construit un barrage de 700 pieds (213,4 m) à la sortie du lac  «Long Lake» et reconstruit celui du lac Churchill avec l'ajout d'une génératrice pour alimenter son quartier général (Churchill Dépôt, 33 bâtiments dont un gros dortoir et un moulin à scie). Il construit le chemin de fer «Eagle Lake and West Branch Railroad» de 13 milles de long qui nécessite le transport en hiver sur la route et les lacs gelés, de Lac-Frontière à Eagle Lake, de tout le matériel ferroviaire sur des traineaux tirés par des semi-chenillés Lombard (incluant 2 locomotives à vapeur), ainsi que tout le matériel requis (dont un moulin à scie), pour la construction d'habitations, de 3 convoyeurs de 225 pieds (68,6 m), d'un pont à chevalet de 1500 pieds (460 m) et d'un débarcadère sur chevalets de 600 pieds (182,9 m). Le chemin de fer est prêt à l'été1927; au plus fort des opérations, plus de 3 500 employés transitent annuellement par Churchill Dépôt. La plupart sont des canadiens-français qui le surnomment Édouard King Lacroix et qui lui sont d'une grande loyauté car il utilise de la machinerie moderne pour les gros travaux et respecte les travailleurs en leur assurant des salaires, des conditions d'hébergement et de nourriture supérieures aux pratiques de l'époque. Pendant la grande dépression, Lacroix oblige la Great Northern à respecter son contrat pour assurer du travail à ses employés. Les opérations s'achèvent en 1933 avec la fin de la ressource forestière.
Lacroix a construit des dépôts de service pour ses chantiers forestiers à Musquacook, Umsaskis, Clayton Lake, Churchill Dam, Seven Islands, Lac-Frontière, et St-Aurélie. En 1926, Lacroix crée la Perry Whitney Lumber à Boston. La même année, il achète 232 000 acres (93 890 ha) de forêts le long de la Matapédia (Gaspésie, Québec). Au printemps 1928, la planification de Lacroix est faite et ses équipes se présentent à Causapscal avec un convoi ferroviaire de 41 wagons (10 pour les 500 hommes, 9 pour la nourriture et autres fournitures, 12 pour les chevaux, 8 pour le foin et l'avoine et 2 pour les pelles à vapeur et l'équipement) ainsi qu'une flotte de 21 camions Reo; un chemin forestier de 30 milles (48 km) est ouvert en 54 jours (l'usine de sciage sera vendue à Bois d'œuvre Cedrico à l'été 1986). En 1930, il achète des terrains sur le barachois de Carleton (situé en aval des rivières Nouvelle, Escuminac et Grande-Cascapédia, par lesquelles les billots seront acheminés); il y construit une usine à la fine pointe de la technologie qui produit 150 000 pieds-planche (354 m³) de bois en dix heures (la production d’un moulin artisanal en une saison) et crée la Madawaska Corporation pour superviser les 2 usines et son exploitation dans le nord du Maine. Toujours en 1928, il investit avec quelques concitoyens de St-Georges dans une usine de lainage, la «St-George Wollen Mill», pour fournir des vêtements adéquats à ses ouvriers et des emplois à ses concitoyens.
Les compagnies qu'Édouard Lacroix possédait, ont employé plus de 6 500 travailleurs. Il a maintenu les emplois même durant la crise des années 1930. Après la deuxième guerre mondiale, il met progressivement en vente les actifs qui n'avaient pas été cédés à ses héritiers. C'est Édouard Lacroix qui est à l'origine de la fabuleuse réputation en entrepreneuriat de sa région natale, la Beauce. Comme parlementaire, il a défendu les droits des travailleurs et il était fier d'avoir fait standardiser le volume d'une corde de bois afin de protéger les petits producteurs vis-à-vis des acheteurs de bois (scieries et papetières).

### Le parlementaire
Élu député du Parti libéral du Canada dans la circonscription fédérale de Beauce en 1925, il sera réélu en 1926, 1930, 1935 et en 1940. Après être passé du côté du Bloc populaire canadien en 1943, alors que le pays traversait la seconde Crise de la conscription, il démissionna en 1944 pour se présenter sur la scène provinciale.
Partisan de l'Action libérale nationale durant les années 1930, il fut élu député du Bloc populaire dans la circonscription provinciale de Beauce en 1944. Il démissionna de toutes fonctions politiques en 1945.
Son petit-fils Robert Dutil a été ministre du Revenu du Québec de 2008 à 2010. Lorsque son autre petit-fils, Marcel Dutil, a été un homme d'affaires très réussi avec le Groupe Canam et Manac Inc.